# Rustaveliteatern
För andra betydelser, se Rustaveli.
Rustaveliteatern (georgiska: შოთა რუსთაველის სახ. აკადემიური თეატრი, Sjota Rustavelis sach. akademiuri teatri) även kallad Rustavelis statliga dramateater, belägen i Tbilisi, Georgien. Teatern ligger längs Rustaveliavenyn med gatunumret 17. Teatern är Georgiens nationella dramateater och den största i landet.
Teatern grundades år 1879 som ett artistsällskap. Den nuvarande byggnaden stod klar år 1901 och fick sitt nuvarande namn år 1921. Konstruktionen stöttades finansiellt av Aleksander Mantasjev och designades av Cornell K. Tatisjtjev och Aleksander Sjimkevitj. 
Huvudscenen har en kapacitet på 800 åskådare, den lilla scenen 300 och svarta lådanteater med 182 platser. 